# Galați
Galaţi (rumænsk udtale: [ɡaˈlatsʲ]  ( hør) er en rumænsk havneby ved Donau-floden og er hovedby i distriktet Galaţi. Byen har 217.851 (2021) indbyggere. Den ligger i den historiske region Vestmoldavien, i det østlige Rumænien.  Den har været den eneste havn i det meste af Moldaviens eksistens. Den er  den 8. mest befolkede by i Rumænien. Galați er et økonomisk centrum baseret omkring Galați havn, skibsværft og Rumæniens største stålværk, Galați stålværk.